# Артык-Ата
Артык-Ата, Артык-Тобе — средневековое городище. Находится в местности Акколь, на левом берегу Сырдарьи в Кызылординской области. Впервые исследовано Н. В. Рудаевым (1900), затем в 1947 году Туркестанской археологической экспедицией, под руководством А. Н. Бернштама, в 1971 году Туркестанской комплексной археологической экспедицией. Артык-Ата представляет собой четырёхугольный холм с удлиненными северо-западными и юго-западными сторонами. Состоит из трех частей: цитадель, шахристан и рабад. Общая площадь 37400м2; размеры рабада, расположенного в севевро-западной части, 140×160 м, высота 3 м. Цитадель и шахристан находились в юго-восточной части, высота 9 м; верхняя площадка размером 30×40 м. Три стороны этой части высокие, прямые, северная часть ниже. Здесь располагались входные ворота в цитадель и шахристан. Осколки глиняной посуды, найденные в верхнем слое городища, относятся к изделиям эпохи правления эмира Тимура. Исследователи высказывают мнение, что Артык-Ата является местом расположения древнего города Аркук.